# Luigi de’ Rossi
Luigi de’ Rossi (ur. 6 sierpnia 1474 we Florencji, zm. 20 sierpnia 1519 w Rzymie) – włoski kardynał.

## Życiorys
Był synem Leonetta de’ Rossi i Marii de’ Medici oraz kuzynem Leona X i Klemensa VII. W młodości został protonotariuszem apostolskim. 1 lipca 1517 został kreowany kardynałem prezbiterem z tytułem San Clemente. Pięć dni później został prodatariuszem Jego Świątobliwości. Zmarł w 1519 w Rzymie.